# Zamakologo
Zamakologo est une commune rurale située dans le département de Kourouma de la province de Kénédougou dans la région des Hauts-Bassins au Burkina Faso.

## Géographie
Zamakologo est située à environ 9 km au sud-est de Kourouma.

## Santé et éducation
Le centre de soins le plus proche de Zamakologo est le centre de santé et de promotion sociale (CSPS) de Kourouma.